# The Game: Towards Zero
The Game: Towards Zero (en hangul, 더 게임: 0시를 향하여; Romanización revisada del coreano: Deo Geim: 0shireul Hyanghayeo) es una serie televisiva surcoreana dirigida por Jang Joon-ho y protagonizada por Ok Taec-yeon, Lee Yeon-hee y Lim Ju-hwan. Se emitió por el canal MBC TV del 22 de  enero al 12 de marzo de 2020.

## Sinopsis
Tae-pyeong (Ok Taec-yeon) tiene una habilidad de profeta. Cuando mira a alguien a los ojos, puede ver el momento exacto en que muere. Tae-pyeong vive en una mansión con el profesor Baek  (Jung Dong-hwan) y el abogado Lee Yeon-hwa (Ryu Hye-rin).
Una chica es secuestrada y su desaparición puede involucrar al famoso Asesino de Medianoche. Mientras Tae-pyeong ayuda a la policía con la investigación, se sorprende cuando conoce a la detective Joon-young (Lee Yeon-hee). Ella es la primera persona de la que no puede prever su muerte. Tae-pyeong y Joon-young trabajan frenéticamente juntos para detener al Asesino de Medianoche.

## Reparto

### Principal
- Ok Taec-yeon como Kim Tae-pyeong. Con sus dottes proféticas que puede prever la muerte de cualquiera con solo mirarlo a los ojos. Esto cambia cuando conoce a Joon-yeong, cuya muerte no puede ver.[5][6]
- Lee Yeon-hee como Seo Joon-yeong. Una detective que trabaja en la comisaría de Yongsan. Se asocia con un profeta para resolver un misterioso caso de asesinato.[7][8]
  - Joo Ye-rim como la joven Seo Joon-yeong.
- Lim Ju-hwan como Gu Do-kyung. Un perito forense. Es un perfeccionista que investiga cada caso.[9]

### Secundario
- Park Ji-il como Nam Woo-hyeon.
- Choi Jae-woong como Han Dong-woo.
- Shin Sung-min como Yoon Kang-jae.
- Lee Seung-woo como Go Bong-soo.
- Lee Bom como Ji Soo-hyeon.
- Park Won-sang como Lee Joon-hee.[10]
- Yoo Se-hyung como Sung Min-jae.
- Hong In como Park Han-gyoo.
- Yoon Ji-won como Oh Ye-ji.
- Jung Dong-hwan como el profesor Baek.
- Ryu Hye-rin como Lee Yeon-hwa.
- Jang So-yeon como Yoo Ji-won.
- Choi Da-in como Lee Mi-jin.
- Kim Yong-joon como Jo Pil-doo.
- Ye Soo-jung como la Sra. Jeong.
- Yang Hyeong-min como Oh Seong-min.
- Kim Hak-sun como Seo Dong-cheol.[11]

### Apariciones especiales
- Jang Gwang como médico forense jubilado (episodios 17-18).
- Kim Jung-young como la madre de Seo Joon-yeong (ep. 7).

## Banda sonora original
| Parte | Fecha de publicación  | N.º | Título                              | Letra                                  | Música                                 | Artista  | Duración |
| ----- | --------------------- | --- | ----------------------------------- | -------------------------------------- | -------------------------------------- | -------- | -------- |
| 1     | 23 de enero de 2020   | 1   | Where You Are                       | Nuvocity                               | Nuvocity                               | A.C.E    | 03:33    |
| 1     | 23 de enero de 2020   | 2   | Where You Are (inst.)               |                                        | Nuvocity                               |          | 03:33    |
| 2     | 5 de febrero de 2020  | 1   | My Heart Is Yours (내맘이 그대맘에) | Gentile Division (이방원사단) · Lee An | Gentile Division (이방원사단) · Lee An | Hickee   | 03:53    |
| 2     | 5 de febrero de 2020  | 2   | My Heart Is Yours (inst.)           |                                        | Gentile Division (이방원사단) · Lee An |          | 03:53    |
| 3     | 12 de febrero de 2020 | 1   | Tunnel (터널)                       | Shoulder Thug (어깨깡패)               | Shoulder Thug (어깨깡패)               | Harryan  | 04:05    |
| 3     | 12 de febrero de 2020 | 2   | Tunnel (inst.)                      |                                        | Shoulder Thug (어깨깡패)               |          | 04:05    |
| 4     | 19 de febrero de 2020 | 1   | Day Always Come On Time             | Gogang                                 | Gogang · Choi Young-hoon               | Gogang   | 03:13    |
| 4     | 19 de febrero de 2020 | 2   | Day Always Come On Time (inst.)     |                                        | Gogang · Choi Young-hoon               |          | 03:13    |
| 5     | 26 de febrero de 2020 | 1   | A Day (하루)                        | Jung Young-ah                          | Gentile Division (이방원사단) · Lee An | Floody   | 03:58    |
| 5     | 26 de febrero de 2020 | 2   | A Day (inst.)                       |                                        | Gentile Division (이방원사단) · Lee An |          | 03:58    |
| 6     | 4 de marzo de 2020    | 1   | Love Poem (그 사랑)                 | Jo Yu-ma                               | Jo Yu-ma · Jung Jae-pil                | Yoonsoan | 04:22    |
| 6     | 4 de marzo de 2020    | 2   | Love Poem (inst.)                   |                                        | Jo Yu-ma · Jung Jae-pil                |          | 04:20    |

## Producción
Ok Taec-yeon y Lee Yeon-hee anteriormente protagonizaron juntos Marriage Blue (2013).

## Índices de audiencia
En esta tabla, los números azules representan las calificaciones más bajas y los números rojos representan las calificaciones más altas.
| Episodio | Fecha de emisión      | Título                                     | Nielsen Korea (Nacional) |
| -------- | --------------------- | ------------------------------------------ | ------------------------ |
| 1        | 22 de enero de 2020   | Tae Pyung and Joon Young's First Encounter | 2.7%                     |
| 2        | 22 de enero de 2020   | Mi Jin's Eyes                              | 3.8%                     |
| 3        | 23 de enero de 2020   | Tae Pyung Tells the Truth                  | 2.5%                     |
| 4        | 23 de enero de 2020   | Mi Jin's Location                          | 3.7%                     |
| 5        | 29 de enero de 2020   | A Miracle                                  | 3.1%                     |
| 6        | 29 de enero de 2020   | Tae Pyung's Concern                        | 4.2%                     |
| 7        | 30 de enero de 2020   | Do Kyung's Past                            | 3.3%                     |
| 8        | 30 de enero de 2020   | Warning From a Murderer                    | 4.5%                     |
| 9        | 5 de febrero de 2020  | Tae Pyung's Old Memory                     | 3.2%                     |
| 10       | 5 de febrero de 2020  | Do Kyung is Arrested                       | 4.6%                     |
| 11       | 6 de febrero de 2020  | Ill-Fated Relationship                     | 3.2%                     |
| 12       | 6 de febrero de 2020  | Who Is the Real Culprit?                   | 3.8%                     |
| 13       | 12 de febrero de 2020 | Do Kyung’s Grief of Losing His Father      | 2.8%                     |
| 14       | 12 de febrero de 2020 | Woo Hyun Apologizing to Do Kyung           | 4.0%                     |
| 15       | 13 de febrero de 2020 | Hyun Woo's Basement                        | 3.0%                     |
| 16       | 13 de febrero de 2020 | Hyun Woo's Tracking Device                 | 4.5%                     |
| 17       | 19 de febrero de 2020 | Seong Woon's Death                         | 2.5%                     |
| 18       | 19 de febrero de 2020 | Is It Homicide or Suicide?                 | 3.4%                     |
| 19       | 20 de febrero de 2020 | Woo Hyun's Confession                      | 3.2%                     |
| 20       | 20 de febrero de 2020 | Dong Chul's Death Anniversary              | 3.7%                     |
| 21       | 26 de febrero de 2020 | Turn Yourself In                           | 2.6%                     |
| 22       | 26 de febrero de 2020 | Looking for Jun Hee And Hyung Soo          | 3.8%                     |
| 23       | 27 de febrero de 2020 | Sorry for Leaving You Alone                | 3.2%                     |
| 24       | 27 de febrero de 2020 | The Funeral                                | 3.9%                     |
| 25       | 4 de marzo de 2020    | The Letter                                 | 3.0%                     |
| 26       | 4 de marzo de 2020    | Catch the Bombmaker                        | 4.0%                     |
| 27       | 5 de marzo de 2020    | Tae Pyung Can’t See Jun Hee’s Death        | 3.3%                     |
| 28       | 5 de marzo de 2020    | Joon Young’s Plan to Find Hyun Woo         | 3.4%                     |
| 29       | 11 de marzo de 2020   | Hyun Woo’s Changed Plan                    | 2.8%                     |
| 30       | 11 de marzo de 2020   | Tae Pyung’s Choice                         | 3.9%                     |
| 31       | 12 de marzo de 2020   | A Refrigerator Truck                       | 2.9%                     |
| 32       | 12 de marzo de 2020   | Tae Pyung Can See Joon Young’s Death       | 3.5%                     |
| Promedio | Promedio              | Promedio                                   | 3.4%                     |

## Premios y nominaciones
| Año  | Premio                | Categoría                                                        | Candidato              | Resultado | Ref.   |
| ---- | --------------------- | ---------------------------------------------------------------- | ---------------------- | --------- | ------ |
| 2020 | 39th MBC Drama Awards | Mejor serie                                                      | The Game: Towards Zero | Nominada  | [ 15 ] |
| 2020 | 39th MBC Drama Awards | Premio a la gran excelencia, actor en serie de miércoles-jueves  | Ok Taec-yeon           | Nominado  |        |
| 2020 | 39th MBC Drama Awards | Premio a la gran excelencia, actriz en serie de miércoles-jueves | Lee Yeon-hee           | Nominada  |        |
| 2020 | 39th MBC Drama Awards | Premio a la excelencia, actor en serie de miércoles-jueves       | Lim Ju-hwan            | Ganador   | [ 16 ] |